# Clan Armstrong
 (novembre 2018).
Si vous disposez d'ouvrages ou d'articles de référence ou si vous connaissez des sites web de qualité traitant du thème abordé ici, merci de compléter l'article en donnant les références utiles à sa vérifiabilité et en les liant à la section « Notes et références ».

Le clan Armstrong est un clan écossais de la région des Scottish Borders. Il n'a pas de chef reconnu par le droit écossais et la cour du Lord Lyon d'Édimbourg. C'est donc un clan armigère. Son âge d'or est le XVIe siècle.

## Nom
Selon la légende, Siward Beorn, dit le  guerrier à l'épée fut le premier à porter le surnom d' Armstrong (Bras fort en français). il est également connu comme Siward Digry ("épée bras fort"/ "sword strong arm"). Le nom Armstrong a parfois ultérieurement été parfois traduit en gaélique par MacGhillielàidir (nom de famille) ou Clann 'icGhillelàidir (nom du clan), mais il s'agit d'un néologisme qui n'est pas employé par les locuteurs de cette langue.

## Histoire

### Les origines du clan
Le clan Armstrong est apparu dans les régions frontalières entre l'Angleterre et l'Écosse, connues pour leurs raids de bétail et leurs escarmouches. 

#### Origines dans les traditions
Selon la légende Siward Beorn (le guerrier à l'épée) fut le premier connu sous le nom d'Armstrong, il est également connu comme Siward Digry ("épée bras fort"/ "sword strong arm"). Il est dit qu'il fut le dernier Anglo-Danois à devenir Comte de Northumberland, et qu'il fut le neveu du Roi Canute, roi du Danemark, et d'Angleterre, qui régna jusqu'en 1035.

#### Sources des origines
Le nom Armstrong était commun sur l'ensemble de la Northumbrie et des Scottish Borders. Les Armstrong sont devenus un puissant clan guerrier dans le Liddesdale. L'Historien George Fraser Black relève qu'Adam Armstrong fut en 1235 pardonné pour avoir causé la mort d'un autre homme. Black enregistre également que Gilbert Armstrong, intendant de la maison de David II d'Écosse, devient ambassadeur en Angleterre en 1363.

### DuXVeauXVIIesiècle
Vers 1425, John Armstrong fit ériger une tour fortifiée. Les Armstrong étaient capables de réunir trois mille cavaliers sur le champ de bataille. Au XVIe siècle, les Armstrong étaient devenus l'une des familles les plus puissantes et les plus redoutées, tant dans les Scottish Borders que dans les comtés du Nord de l'Angleterre. Mais leur pouvoir les mena à leur chute lorsqu'ils furent pris pour cible à la fois par les autorités anglaises et écossaises. En 1528, Lord Dacre, qui était le Préfet de la région des Marches côté anglais, attaqua la tour des Armstrong, qui ripostèrent et brûlèrent Netherby. La puissance du clan était considérée par Jacques V d'Écosse comme une menace à sa propre autorité. Selon la tradition, le roi piégea Johnnie Armstrong de Gilnockie durant une réunion à Hawick en le faisant pendre sur le champ. Il continua de maltraiter les membres du clan Armstrong quand ils refusèrent de le soutenir en 1542, à la bataille de Solway Moss.
En 1603, l'Union des Couronnes apporta une fin officielle aux guerres frontalières anglo-écossaises et aux activités des Border Reivers, les « pillards frontaliers », tels que Kinmont Willie Armstrong (en). En 1610, le dernier laird Armstrong fut pendu à Édimbourg pour avoir mené un raid sur Penrith, en Angleterre. Une impitoyable campagne de pacification des Borders fut ensuite menée par la couronne anglaise. En conséquence, les familles furent dispersées et beaucoup d'entre elles émigrèrent en Ulster, en particulier dans le comté de Fermanagh. Armstrong est aujourd'hui parmi les cinquante noms les plus communs en Ulster. Il n'y a pas de trace d'un chef Armstrong depuis la dispersion du clan au XVIIe siècle.

### Histoire contemporaine
Parmi les nombreux Armstrong connus, on compte l'explorateur de l'Arctique Alexander Armstrong et l'astronaute Neil Armstrong, qui a emporté un morceau du tartan du clan Armstrong durant la mission Apollo 11,. L'acteur Alexander Armstrong est lui aussi un descendant de ce clan. Malgré l’absence de chef, il existe une puissante association de clan, le Clan Armstrong Trust qui fut créé en 1978.

## Châteaux

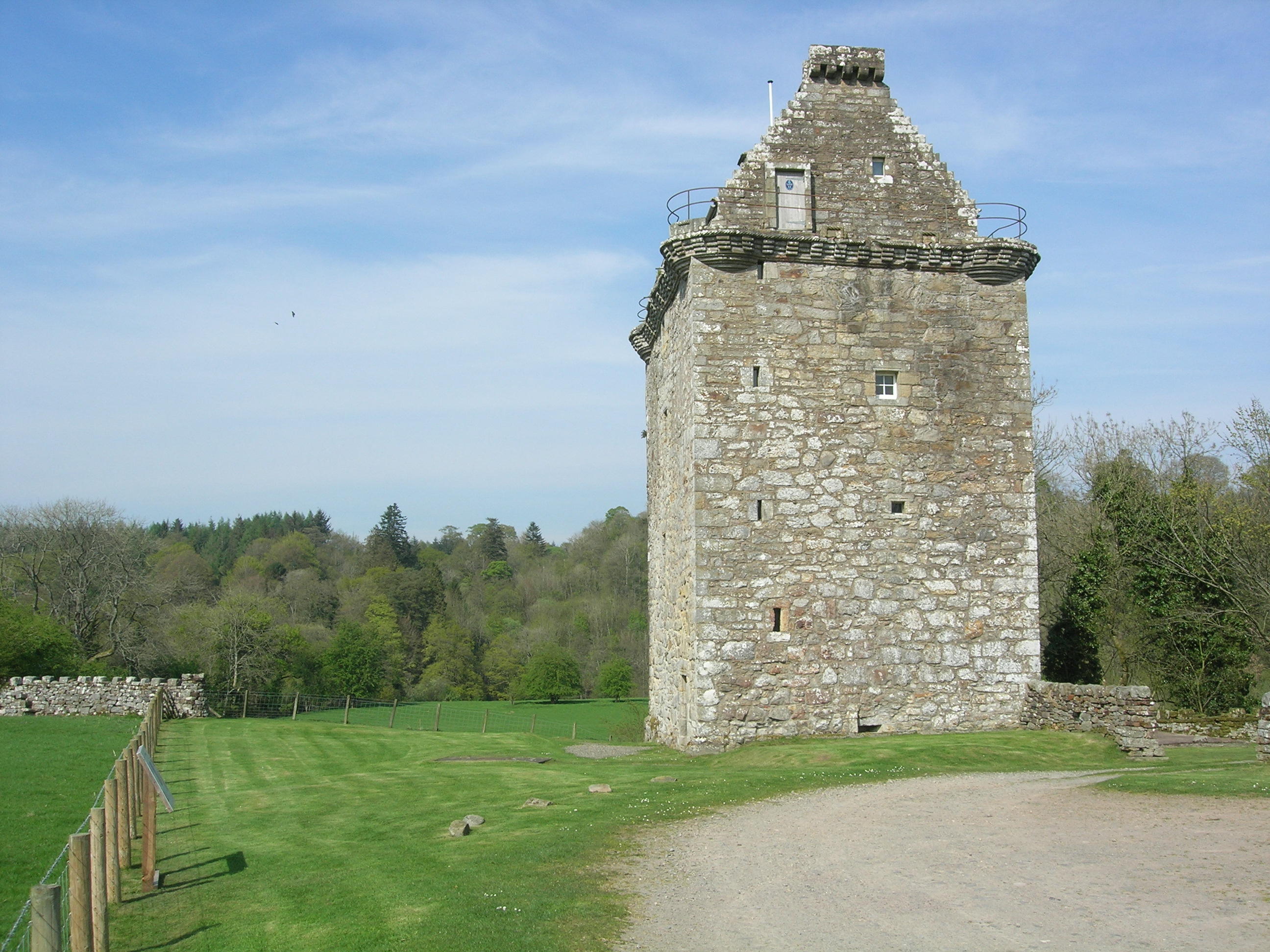
Gilnockie Tower.

Le clan Armstrong possédait plusieurs châteaux, parmi lesquels :
- Gilnockie Tower, « la tour creuse », située à quelques kilomètres au nord de Canonbie dans le Dumfriesshire[5]. Apparemment fondée en 1518, elle succéda probablement à une autre place forte ;
- Mangerton Tower, située à quelques kilomètres au sud de Newcastleton, près de la frontière anglaise, et à proximité de Minholm Cross, monument érigé aux environs de 1320 pour commémorer l'assassinat d'Alexander Armstrong dans le château de l'Hermitage.

## Généalogie et génétique
Le site suisse MyTrueAncestry remarque une surreprésentation du sous-clade R1b1a1b1a1a2 sur le chromosome Y des hommes issus en lignée mâle de ce clan. Ce sous-clade est une mutation de l' Haplogroupe R1b-L21.
Il ne semble pas apparaître de marqueur caractéristique dans le génome mitochondrial des membres de ce clan.

## La langue vernaculaire
On ne sait pas si les premiers Armstrong parlaient le gaélique, mais la langue a persisté en Galloway, à Carrick et dans l'Ouest des Borders jusqu'au dix-septième siècle, de sorte qu'il n'est pas impossible qu'ils l'aient parlé. 

## Tartan

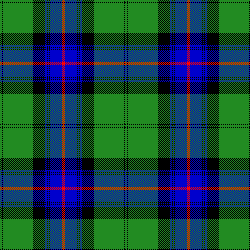
Le tartan du clan Armstrong.